# Sphecodes iridescens
Sphecodes iridescens là một loài Hymenoptera trong họ Halictidae. Loài này được Cockerell mô tả khoa học năm 1921.